# 花糖文物館
花糖文物館是臺灣花蓮縣光復鄉的博物館，隸屬臺灣糖業公司的花蓮觀光糖廠，2008年2月7日開幕。

## 沿革
花蓮糖業發展始於漢人經營的「糖廍」，具備工業化色彩的新式製糖廠則奠基於台灣日治時期。明治32年（1899年），因應日本帝國議會通過「臺灣事業公債法案」，臺灣總督府大力推動公共建設。賀田金三郎同年成立「賀田組」，獲得北起花蓮港、南至臺東之間多達2萬公頃的開墾許可，藉此發展移民、農產、畜牧及運輸等事業，其中農產便包括「蔗糖」產業。
製糖業需人力來大規模種植甘蔗，賀田組先於花蓮港廳花蓮郡的壽庄（今花蓮縣壽豐鄉）建立移民村，並著手改良舊有糖廍，即「壽工場」，又作「鯉魚尾糖廍」。賀田組的製糖所面臨水土不服、政策資金支援不足、當地原住民反抗等狀況，營運陷入困境。明治43年（1910年），賀田組將糖廠部門轉手，壽工場併入「台東拓殖株式會社」。大正四年（1915年），壽工場轉移至臺籍商人王雪農籌組的鹽水港製糖會社，陸續有增資情事，經營規模隨之擴大，鹽水港製糖會社遂在大正十年（1921年）於花蓮港廳鳳林郡另立「大和工場」（今花蓮縣光復鄉），全名「鹽水港製糖株式會社花蓮港製糖所大和工場」，「大和工場」廠區即為「花糖文物館」場館現址所在。 
二次世界大戰期間，壽工場、大和工場都被盟軍轟炸，各有損毀。1945年戰爭結束後國民政府接收兩所糖廠，將此區劃為台灣糖業公司第四分公司，台糖公司鑒於壽工場損害程度較高、產量也不及大和工場，決議僅修復大和工場，並拆除壽工場，將原大和工場更名為「花蓮港糖廠」，復於民國41年（1952年）易名為「花蓮糖廠」。隨時間推移，製糖生產成本逐年提高、糖價長期低迷，花蓮糖廠在民國91年（2002年）7月停止製糖業務，正式轉型為觀光工廠。
由於花蓮糖廠歷史悠久，該區工廠、庫房及日式木造宿舍保存良好，硬體建築可謂見證台灣產業變遷，十分具有文化價值，花蓮縣政府在民國98年（2007年）9月28日公告「花蓮糖廠」為花蓮縣的文化景觀。為讓參訪遊客易於理解台灣糖業各階段的發展與歷史任務，花蓮糖廠先於民國97年（2008年）2月7日在園區內設立「花糖文物館」，開放予各級學校於戶外活動時申請，館內收藏自日治時期以降各項地權契約，也展示早期的五分車軌、製圖測繪、照片寫真以及器械機組等等文史物品，便於訪客一覽糖廠往昔的風光。

## 參觀資訊
花糖文物館全年開放並無休館日，可免費參觀，開放時間為每日上午九點至下午五點。
大眾運輸可搭乘台鐵至光復車站下車，再步行約十分鐘可抵達；自行開車者則行駛台九線，循路標進入園區，園區提供免費停車。

## 圖輯

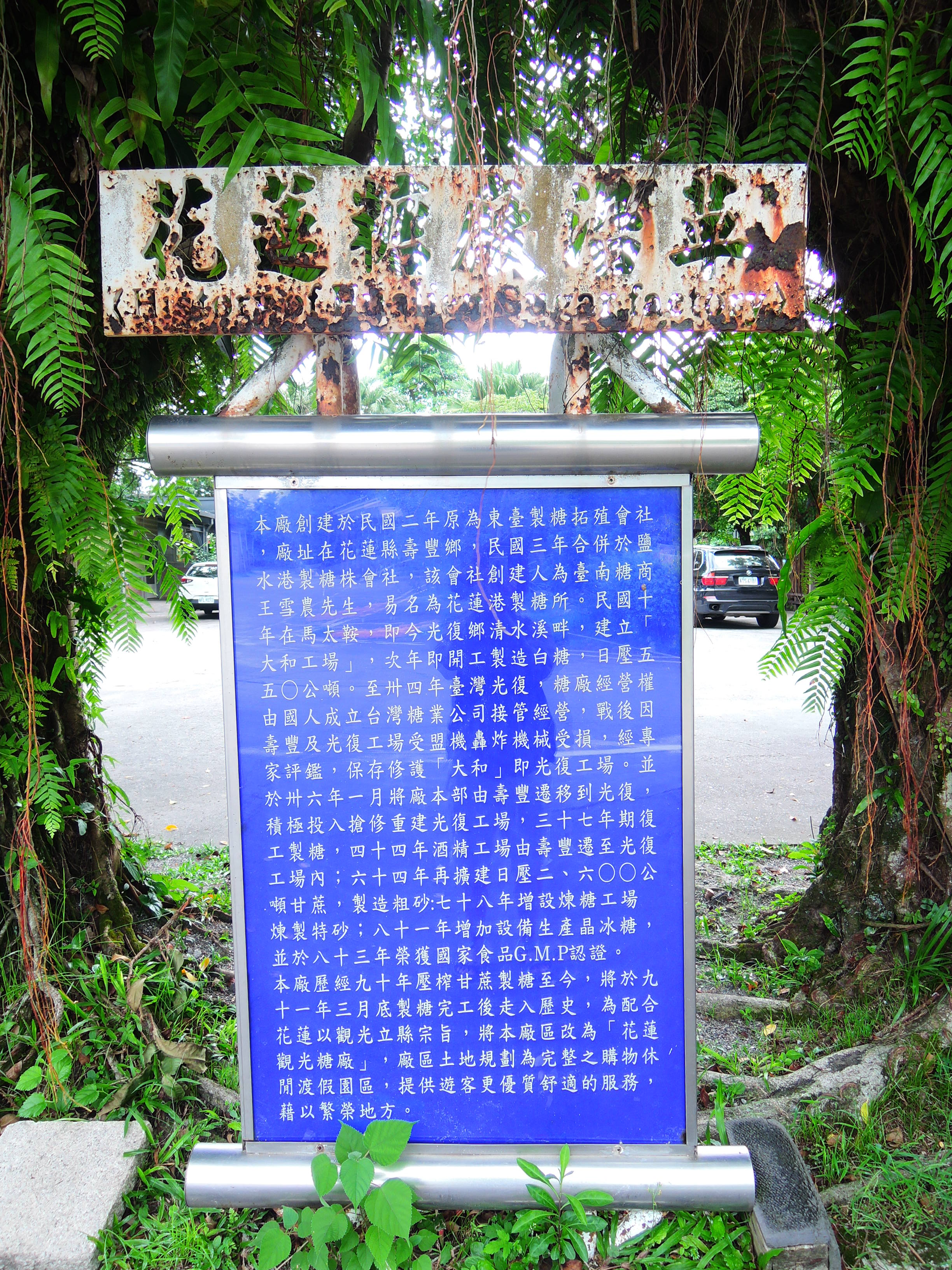
沿革
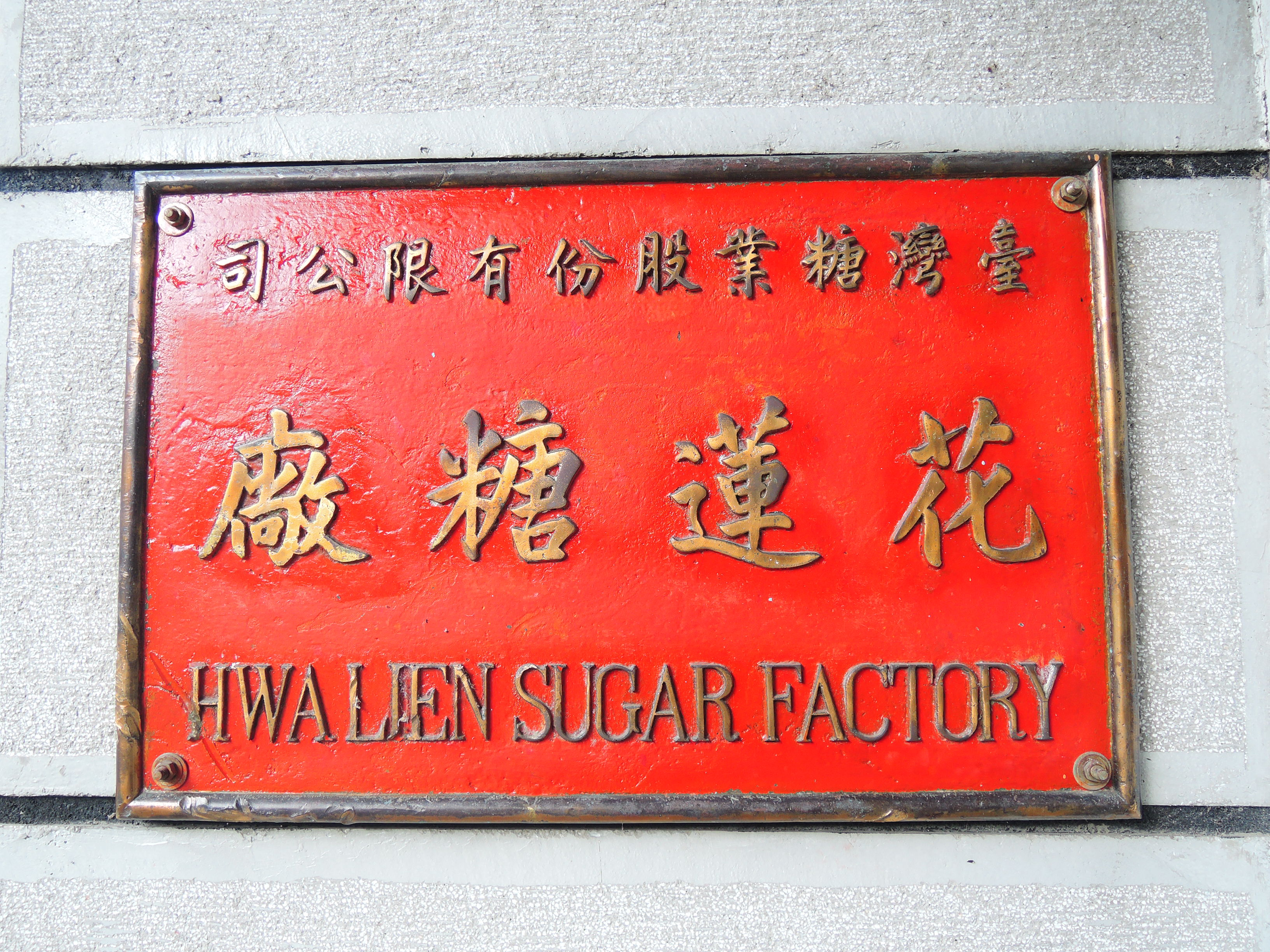
糖廠標誌
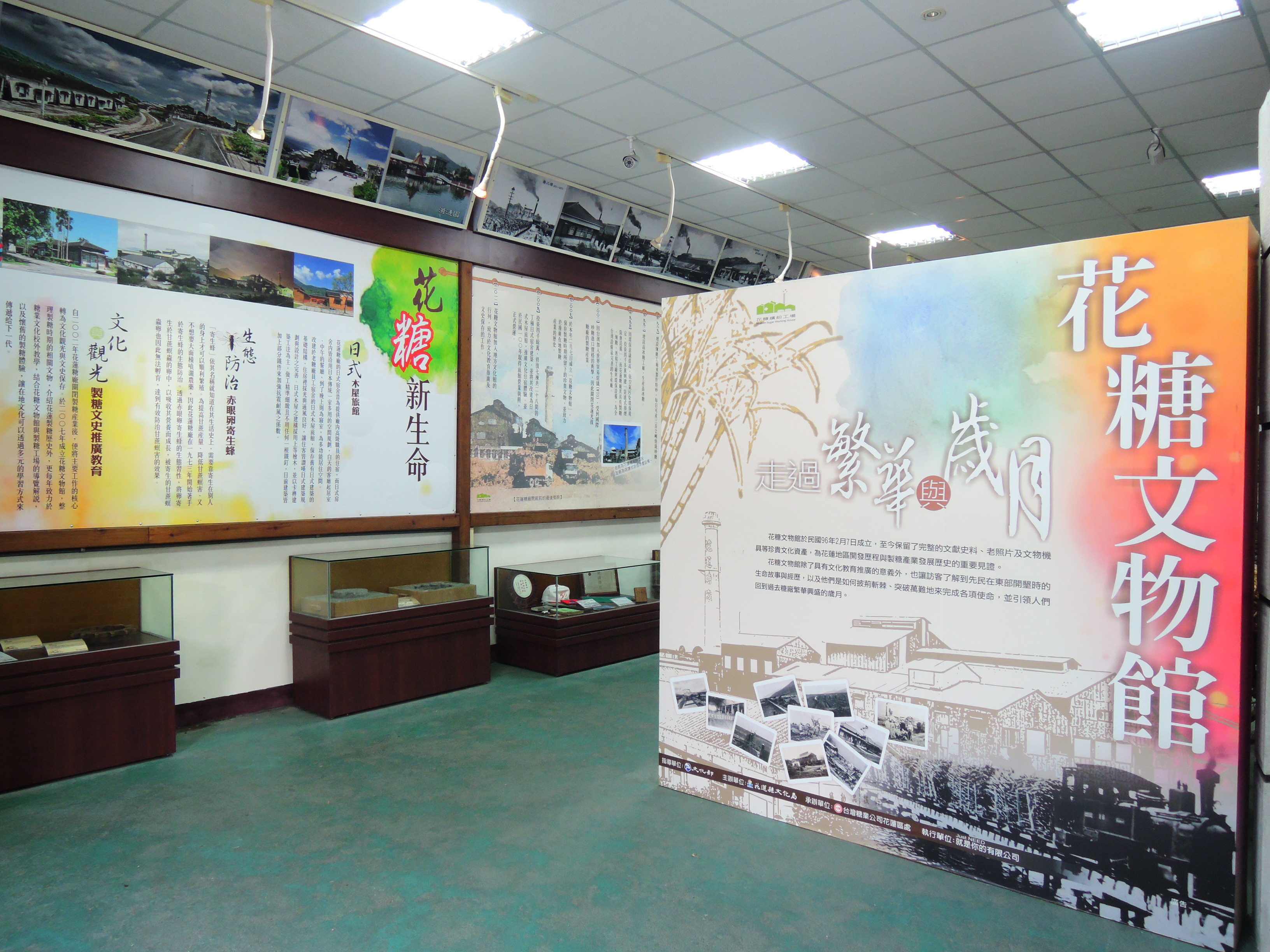
展場內部
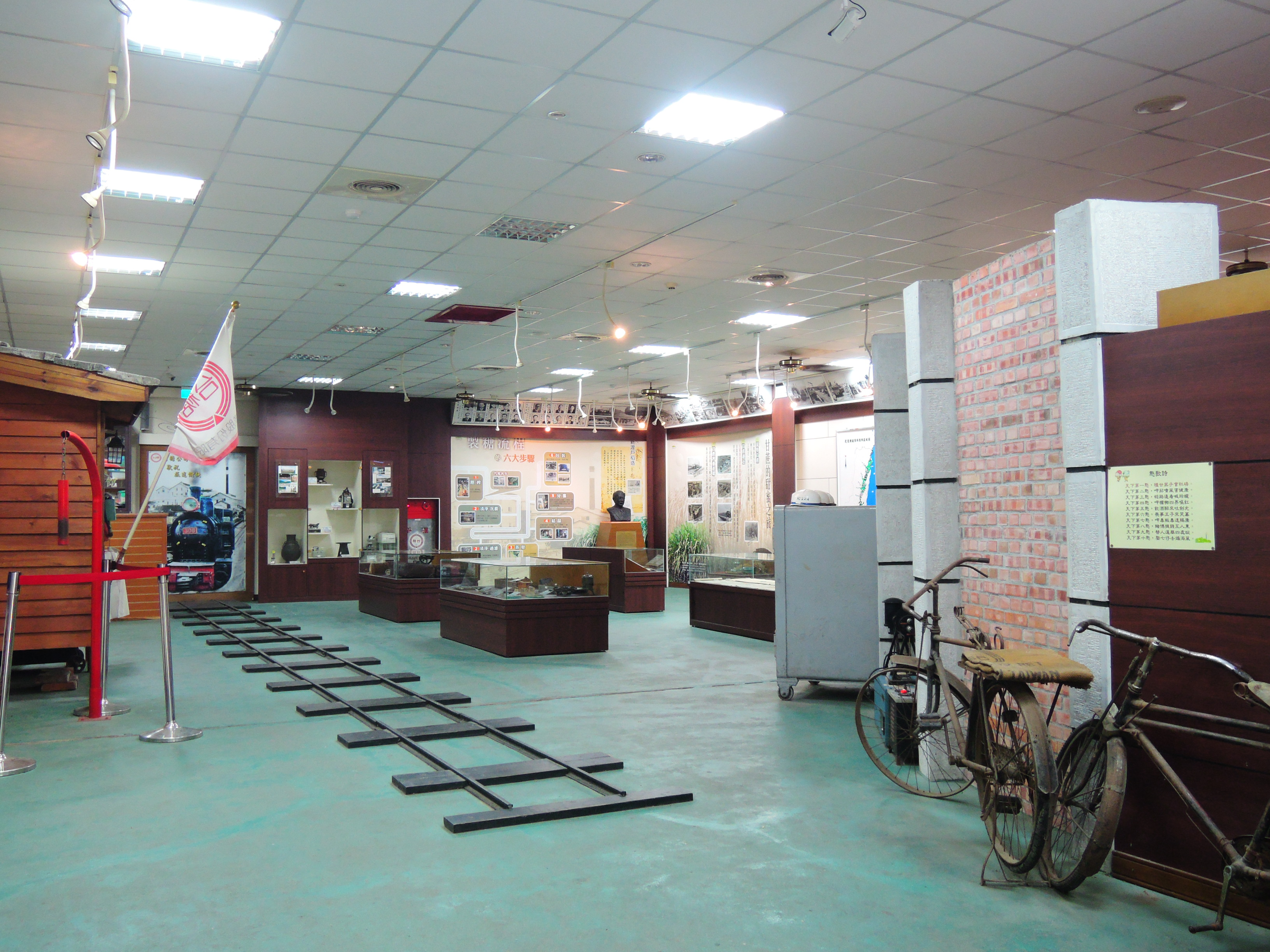
展場展示
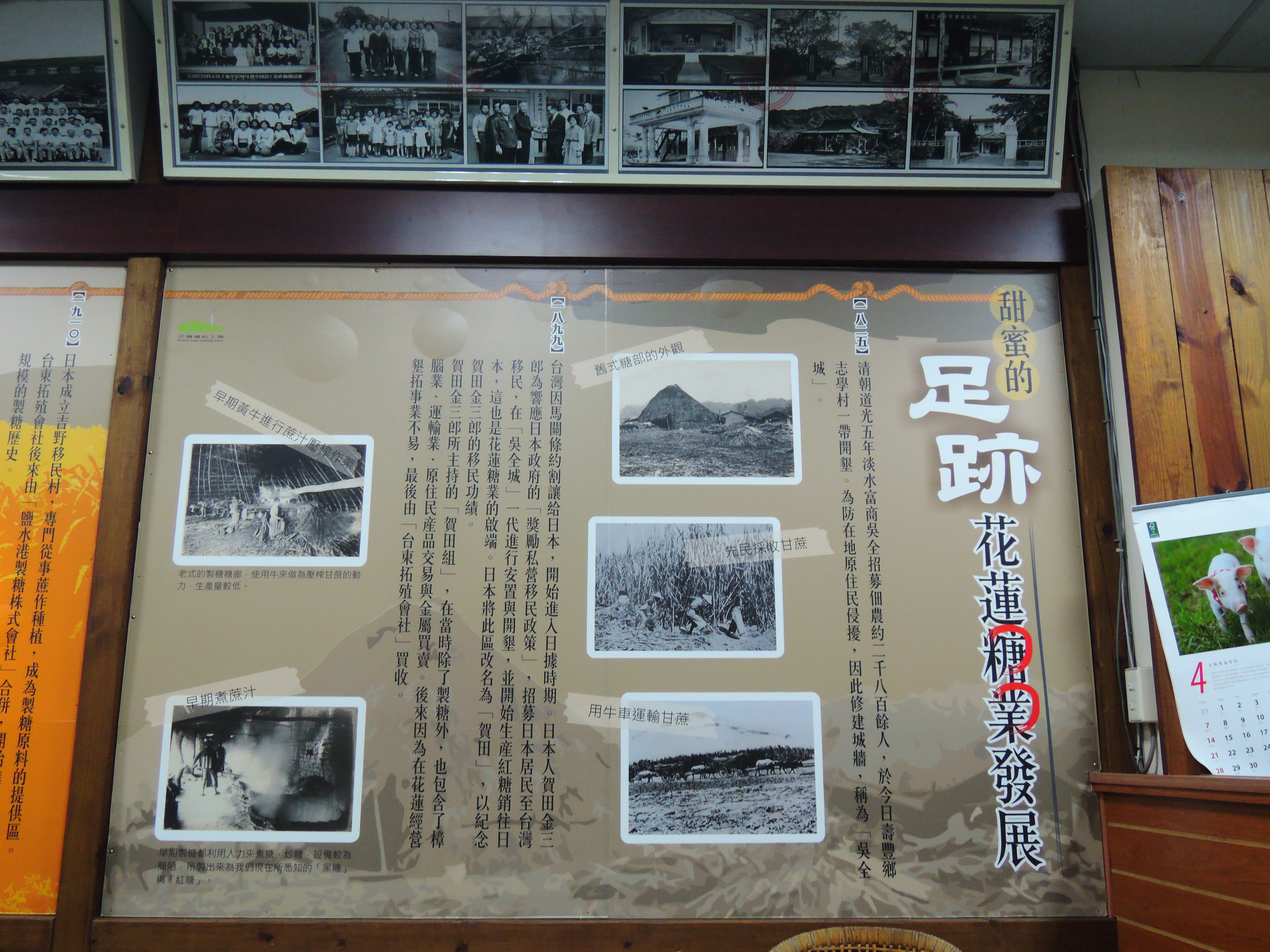
花蓮糖業發展年表
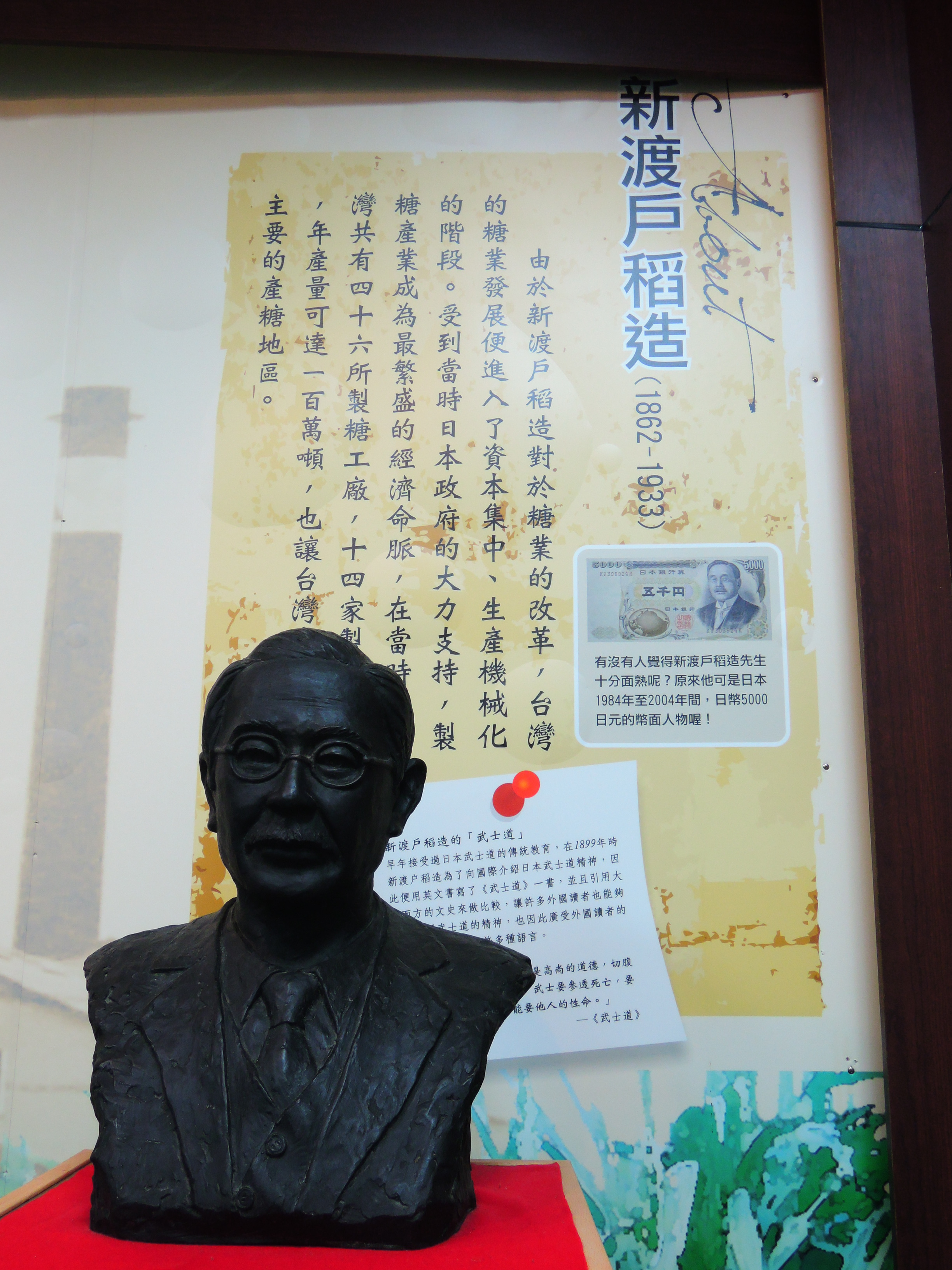
新渡戶稻造像（台灣砂糖之父）
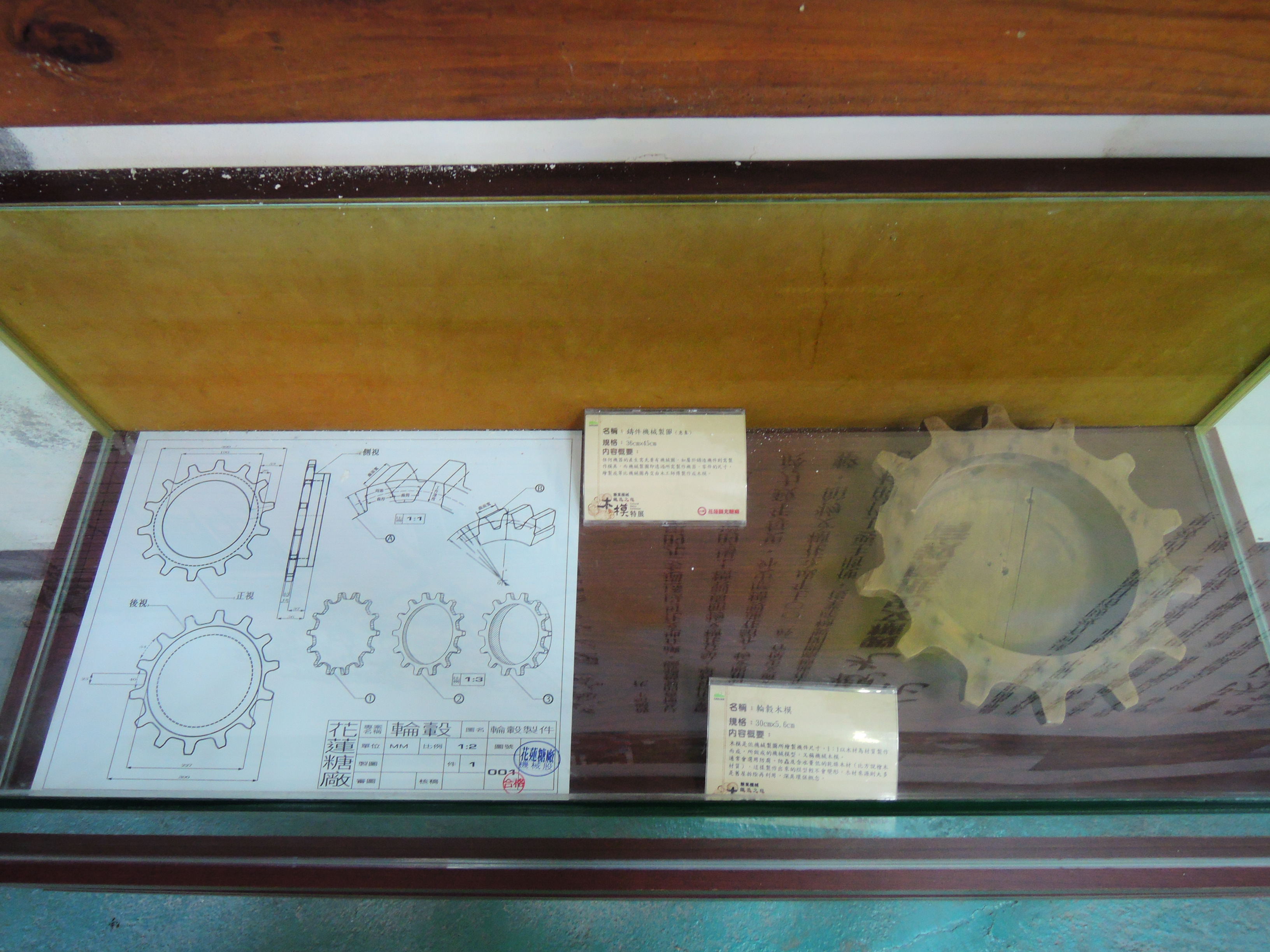
輪轂木模組

## 外部連結
- 花糖文物館的Facebook專頁
- 花蓮觀光糖廠 （页面存档备份，存于）

23°39′33″N 121°25′18″E / 23.659048°N 121.421663°E